# Gondos Bocsok Csodaországban
A Gondos Bocsok Csodaországban vagy A gondos bocsok kalandjai Tündérországban (eredeti cím: The Care Bears Adventure in Wonderland) 1987-ben bemutatott kanadai rajzfilm, amelyet Raymond Jafelice rendezett. Az animációs játékfilm producerei Peter Sauder, Susan Snooks, John de Klein és Heather MacGillvray. A forgatókönyvet Peter Sauder, Susan Snooks és John de Klein írta, a zenéjét Patricia Cullen és John Sebastian szerezte. A Nelvana Limited gyártásában készült, a Cineplex Odeon Films forgalmazásában jelent meg.
Kanadában 1987. augusztus 7-én mutatták be a mozikban. Magyarországon 1993 márciusában a VICO adta ki VHS-en, és a televízióban 1993. október 24-én a Duna TV-n vetítették le, valamint 1997. január 1-jén az TV-1-en megismételték.

## Ismertető
|  | Alább a cselekmény részletei következnek! |

A történet főhősei a gondos bocsok, akiket meglátogat nagybátyjuk a fehér nyúl. A fehér nyúl a gondos bocsokra egy nehéz feladatot bízz rá, hogy keressék meg szív hercegnőt, aki eltűnt és Csodaország királynőjévé akarják kinevezni. Ha időben nem találják meg sehol sem, akkor Csodaország királyságának trónját a kegyetlen varázsló kaparintja meg. A bocsok a világban minden felé keresik a hercegnőt, de hiába keresik nem találják. Közben rátalálnak egy lányra, aki a hercegnőre nagyon hasonlít és a neve Alice. A gondos bocsok egy olyan döntést hoznak, hogy Alice addig eljátszhatná a hercegnő szerepét, amíg a valódi hercegnő elő nem kerül. Végül megtalálják a valódi hercegnőt.
|  | Itt a vége a cselekmény részletezésének! |

## Szereplők

### Gondos bocsok és Unokatesók
- Morgó illetve Morgó bocs– Sötét kék színű morgó gondos bocs, hasán esőfelhő.
- Kedves szív illetve Gyengédszívű bocs – Barna színű gondos bocs, hasán szív.
- Szerencsés illetve Szerencse bocs– Zöld színű gondos bocs, hasán lóhere.
- Fürge szív – Világos kék színű nyuszi lány, hasán szárnyas szín, Fehér nyuszi unokahúga.
- Bátor szív illetve Bátor oroszlán – Narancssárga színű oroszlán, hasán szív koronával.
- Csupa szív illetve Lelkes elefánt– Rózsaszínű elefántlány, hasán szív a mérlegsúlyon.

### Emberek
- Varázsló – Csodaország kegyetlen varázslója, aki el akarja foglalni a trónt.
- Szív hercegnő – Csodaország eltűnt hercegnője, majd megkerült királynője.
- Alice – Egy szőke hajú lány, aki nagyon hasonlít Szív hercegnőre és amíg nem került meg, addig eljátszotta a szerepét.
- Szív királynő – Csodaország királynője.
- Subi-dum és Subi-dum – Csodaország varázslójának két szolgája, aki állandóan veszekszik.
- Kalapos

### Állatok
- Fehér nyuszi
- Stan
- Hernyó úr
- Kandi Kandúr

## Magyar hangok
| Szereplő      | Eredeti hang    | Magyar hang      | Leírás                                                                      |
| ------------- | --------------- | ---------------- | --------------------------------------------------------------------------- |
| Morgó         | Bob Dermer      | Vass Gábor       | Sötét kék színű morgó gondos bocs, hasán esőfelhő.                          |
| Fürge szív    | Eva Almos       | Bács Kati        | Világos kék színű nyuszi lány, hasán szárnyas szín, Fehér nyuszi unokahúga. |
| Bátor szív    | Dan Hennessey   | Kristóf Tibor    | Narancssárga színű oroszlán, hasán szív koronával.                          |
| Kedves szív   | Jim Henshaw     | Bognár Zsolt     | Barna színű gondos bocs, hasán szív.                                        |
| Csupa szív    | Luba Goy        | Szokol Péter     | Rózsaszínű elefántlány, hasán szív a mérlegsúlyon.                          |
| Szerencsés    | Marla Lukofsky  | Somlai Edina     | Zöld színű gondos bocs, hasán lóhere.                                       |
| Alice         | Tracey Moore    | Prókai Annamária | A szőke hajú lány, aki Szív Hercegnő hasonmása.                             |
| Szív Hercegnő | Alyson Court    | Kiss Erika       | Csodaország hercegnője, majd királynője.                                    |
| Varázsló      | Colin Fox       | Botár Endre      | Csodaország gonosz varázslója.                                              |
| Szív királynő | Elizabeth Hanna | Czigány Judit    | Csodaország királynője.                                                     |
| Fehér nyuszi  | Keith Knight    | Versényi László  | Csodaország tanácsosa, Fürge szív nagybátyja.                               |
| Stan          | Keith Hampshire | Jakab Csaba      |                                                                             |
| Kalapos       | Keith Hampshire | Schnell Ádám     |                                                                             |
| Dim           | John Stocker    | Salinger Gábor   | Két tojás, varázsló ütődött szolgái.                                        |
| Dum           | Dan Hennessey   | Zalán János      | Két tojás, varázsló ütődött szolgái.                                        |
| Hernyó        | Don McManus     | Szűcs Sándor     | A biztonsági hernyó őr a gombán.                                            |
| Flamingó      | Alan Fawcett    | Holl Nándor      | Krikettütő fejű flamingó.                                                   |
| Kandi Kandúr  | John Stocker    | Forgács Gábor    | Rappoló napszemüveges kandúr.                                               |

## Betétdalok
| Magyar                            | Magyar                               | Angol                            | Angol                   |
| Dal                               | Előadó                               | Dal                              | Előadó                  |
| --------------------------------- | ------------------------------------ | -------------------------------- | ----------------------- |
| Téged hív                         | Csomor Csilla                        | Rise & Shine                     | Natalie Cole            |
| Ismeritek ezt a lányt             | Sinkovits-Vitay András               | Has Anybody Seen this Girl?      | John Sebastian          |
| Csodaország                       | Sinkovits-Vitay András               | Wonderland                       | John Sebastian          |
| Ne veszísd el a fejed             | Forgács Gábor                        | Don't Forget to Use Your Head    | John Stocker            |
| Ha a király én lennék             | Sinkovits-Vitay András               | When I'm King of Wonderland      | Colin Fox               |
| Ha bárki lehetsz                  | Sinkovits-Vitay András               | I'm Mad About Hats               | Keith Hampshire         |
| Kövesd a szívedet                 | Forgács Gábor                        | Remember to Use Your Heart       | John Stocker            |
| Egy pár falás korai még szunyálni | Sinkovits-Vitay András Forgács Gábor | Eating with the Care Bear Family | Bob Dermer John Stocker |

## Televíziós megjelenések
Duna TV, TV-1 